# Bülent Mumay

Bülent Mumay (2017)

Bülent Mumay (* 5. Juli 1977 in Siirt) ist ein türkischer Journalist.
Mumay war Redakteur der später eingestellten linksliberalen türkischen Tageszeitung Radikal und leitete die Online-Redaktion der Hürriyet. Im Oktober 2015 wurde er auf Druck der türkischen Regierung entlassen. Nach dem Putschversuch vom Sommer 2016 wurde er unter dem Verdacht der Mitgliedschaft in der Gülen-Organisation festgenommen, nach fünf Tagen in Polizeihaft jedoch auf freien Fuß gesetzt.
Seit August 2016 schreibt Mumay Kolumnen für die linke türkische Tageszeitung BirGün. Im deutschsprachigen Raum ist er durch seine „Briefe aus Istanbul“ bekannt, die in der Frankfurter Allgemeinen Zeitung erscheinen. Mumay arbeitet außerdem als Journalist für die Türkisch-Redaktion der Deutschen Welle.
Im Mai 2023 wurde Mumay von einem Istanbuler Gericht zu zwanzig Monaten Haft auf Bewährung verurteilt. Mumay hatte darüber berichtet, dass ein dem türkischen Präsidenten Recep Tayyip Erdoğan nahestehender Baukonzern für eine Ausschreibung im Wert von rund einer Milliarde Euro den Zuschlag erhalten hatte. Der Istanbuler Bürgermeister Ekrem İmamoğlu ließ die Zahlungen stoppen, das Unternehmen ließ daraufhin einen Kredit pfänden, den die Stadt Istanbul für den Bau der Metro aufgenommen hatte. Der Baukonzern erwirkte vor Gericht, dass Berichte zu dem Fall in der Presse und in den sozialen Medien gesperrt wurden. Bülent Mumay veröffentlichte den Beschluss der Zugangssperre und wurde verurteilt, weil er nach Auffassung des Gerichts „persönliche Daten“ illegal preisgegeben hatte.
Dem Protest der FAZ und der Deutschen Welle gegen das Urteil schlossen sich im Mai 2023 auch Reporter ohne Grenzen und das PEN-Zentrum Deutschland an.
Mumays Berufung gegen das Urteil wurde Ende August 2024 abgelehnt. Die Deutsche Welle hat angekündigt, den Fall vor das türkische Verfassungsgericht zu bringen.